# Janusz Bolonek
Janusz Bolonek (Huta Dłutowska, Polonia, 6 de diciembre de 1938 - Łódź, 2 de marzo de 2016) fue un obispo católico.
En 1989 fue nombrado obispo titular de Madauro.
Se desempeña en el área de la diplomacia papal. Entre otros cargos, ha sido nombrado nuncio apostólico en Rumania (1995-1998), Uruguay (1999-2008), Bulgaria (desde 2008) y Macedonia (actual Macedonia del Norte) (desde 2011).